# King Snake Roost
King Snake Roost, cunoscuți și sub numele de KSR, a fost una din numeroasele trupe australiene care a trecut de la muzica punk la post-punk, în mijlocul anilor '80.

## Discografie
Albume de studio
- From Barbarism to Christian Manhood (1987, Aberrant)
- Things That Play Themselves (1988, Aberrant)
- Ground Into the Dirt (1990, Amphetamine Reptile)

Single-uri
- Raw Cuts (1987, Satellite)
- Top End Killer/A Storm Brewin' (1988, Aberrant)
- Buffalo Bob/More Than Love (split single with feedtime) (1988, Aberrant)
- School's Out/Nutbush City Limits (split single with Bloodloss) (1989, Crack)